# Rétention d'œuf

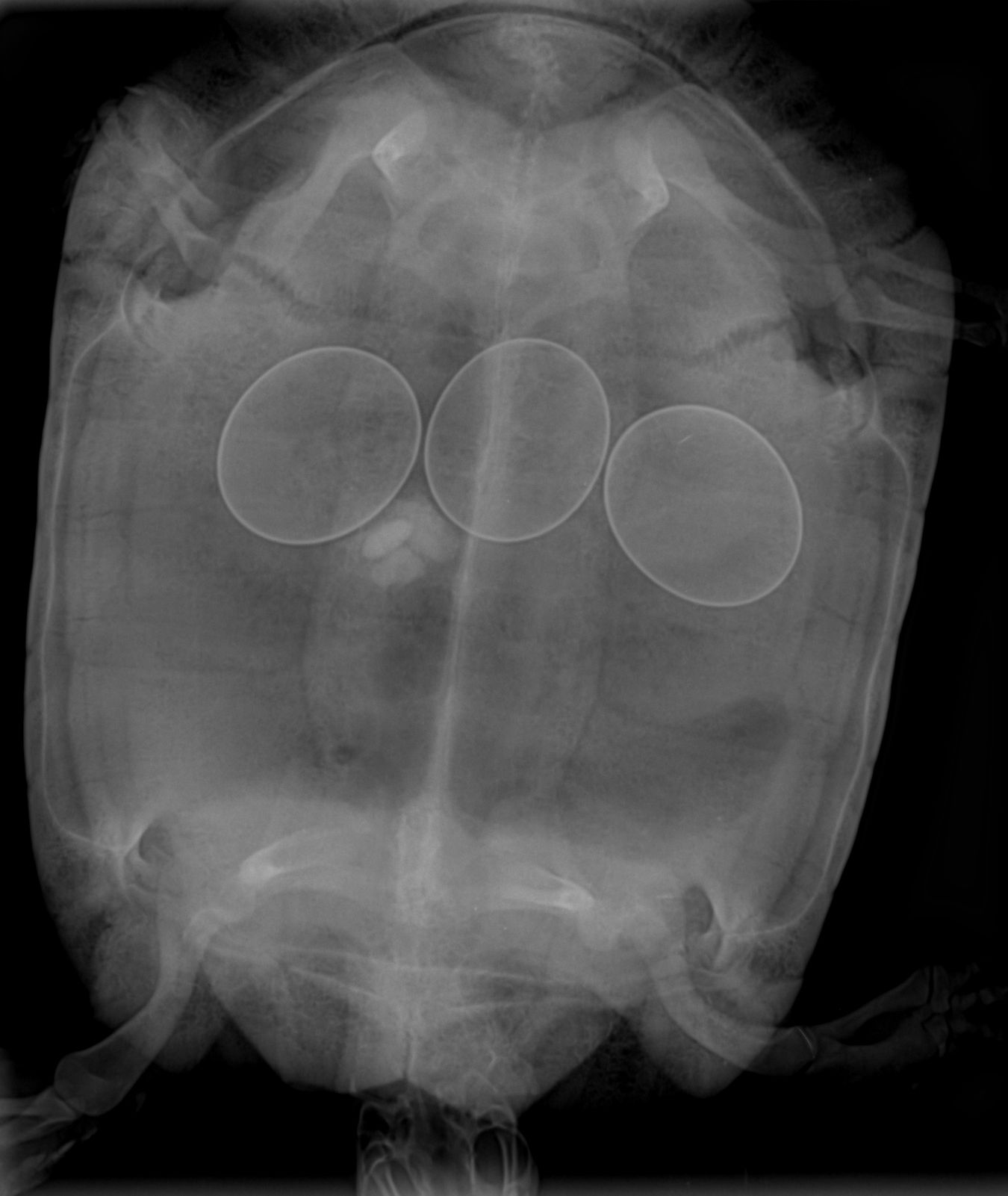
Radiographie d'une tortue atteinte de rétention d'œuf (dystochie)

La rétention d’œufs ou dystocie, est une incapacité d'une femelle à expulser un ou des œufs. Ce terme s'applique habituellement aux ovipares, mais peut également être utilisé pour les femelles vivipares pour une rétention d'œuf mort.
Ce symptôme est particulièrement surveillé par les aviculteurs et par les éleveurs d'oiseaux ou de tortues de compagnie. C'est une manifestation subjective de nombreuses maladies, de carences ou de malformation d'œufs. Les femelles présentent un abdomen gonflé et deviennent amorphes et anorexiques.
Une rétention d'œufs, lors de la première ponte, peut être un symptôme de malformation du bassin. Mais la rétention est plus souvent due à une hypocalcémie ou dans une moindre mesure, à une carence en vitamine D3, à un problème d'obésité, de stress (par exemple mauvaises conditions de ponte), de torsion utérine ou autres problèmes anatomiques de l'appareil reproducteur.
A contrario, certains oiseaux souffrent d'une ponte chronique entraînant à terme une hypocalcémie puis une rétention.

## Traitement

### Oiseaux
Un supplément de calcium peut être effectué dans l'eau de boisson et la nourriture, de même que la mise en place d'une fluidothérapie et l'apport d'hormones.

### Tortue
L'ocytocine et le gluconate de calcium sont utilisés.